# Tadeusz Ginko
Tadeusz Ginko, pseudonim Dr Jan  (ur. 2 kwietnia 1917 w Kiejminach, w powiecie wileńskim, zm. 28 października 1984 w Katowicach) – polski chirurg, profesor Kliniki Chirurgii Śląskiej Akademii Medycznej w Katowicach.

## Życiorys
Był synem Hieronima, rzemieślnika i Filomeny z domu Smolskiej. Skończył szkołę powszechną, a następnie Gimnazjum Gimnazjum im. Króla Zygmunta Augusta w Wilnie. W 1938 rozpoczął studia medyczne na wydziale lekarskim Uniwersytetu Stefana Batorego w Wilnie. W czasie studiów pracował jako zastępca asystenta w Zakładzie Histologii u prof. Stanisława Hillera (od trzeciego roku) i był członkiem ostatniego składu Akademickiego Klubu Włóczęgów Wileńskich, którego członkami byli wcześniej między innymi Czesław Miłosz i Paweł Jasienica. W klubie nosił pseudonim „Wałkoń”. Po wojnie pracując na Śląskiej Akademii Medycznej był osobą, która zainspirowała tamtejszych studentów do wielkich kajakowych wypraw turystycznych. W styczniu 1975, razem z Wacławem Korabiewiczem i Bohdanem Nagurskim dokonał oficjalnego przeniesienia tradycji i atrybutów Akademickiego Klubu Włóczęgów Wileńskich na Akademicki Klub Kajakowy „Kajman” działający na uczelni, której był wykładowcą. Kiedy w 1939 Uniwersytet Wileński został zamknięty Ginko kontynuował studia na tajnych kompletach i równocześnie prowadził ćwiczenia z histologii ze studentami I i II roku medycyny. Wyjechał do Kowna i tam w 1941 na uniwersytecie w Kownie ukończył studia. Podczas okupacji hitlerowskiej wykładał histologię na tajnych kompletach Uniwersytetu Stefana Batorego w Wilnie (1940-1942). Wstąpił do oddziałów podziemnej Armii Krajowej, gdzie w latach 1942-1944 był lekarzem. Po wkroczeniu Armii Czerwonej na tereny Litwy, jego oddział AK został podstępnie aresztowany, rozbrojony i Ginko dostał się do niewoli w Kałudze, a potem uwięziony w obozie katorżniczej, przymusowej pracy (ZSRR, 1944-1946). Po uwolnieniu powrócił do Polski, nostryfikował dyplom na Uniwersytecie w Poznaniu i w latach 1946-1950 pracował jako lekarz w Pile i Płońsku. W 1948 Ginko został wcielony do wojska i podjął specjalizację w dziedzinie chirurgii w Specjalistycznym Okręgowym Szpitalu nr 2 w Toruniu.
W marcu 1950 przeniósł się na Śląsk, gdzie rozpoczął pracę w I Klinice Chirurgii Śląskiej Akademii Medycznej u prof. Józefa Gasińskiego. Został jednym z pierwszych doktorantów tej uczelni, która na podstawie dysertacji pt. „Ciała obce i zranienia płuc i opłucnej pochodzenia postrzałowego oraz ich powikłania” 8 marca 1951 przyznała mu tytuł doktora nauk medycznych.
Od 1950, aż do śmierci w 1984 związał się ze Śląską Akademią Medyczną.
Początkowo w latach 1950-1962 pracował w klinice chirurgicznej w Zabrzu.
W październiku 1963 w Szpitalu przy ul. Francuskiej w Katowicach, rozpoczął organizację i tworzenie II Kliniki Chirurgii Ogólnej Śląskiej Akademii Medycznej, którą kierował (1963-1984).
Dalsza droga kariery zawodowej Tadeusza Ginko to habilitacja na podstawie rozprawy „Badania doświadczalne nad zastosowaniem przewodu obocznego lewokomorowego w operacjach aorty piersiowej” przyznana przez MZiOS 12 lipca 1974. Uchwała Rady Państwa z 1 marca 1976 powołana go na stanowisko profesora nadzwyczajnego. 
Był prorektorem ds. dydaktyki i wychowania ŚlAM (1981-1982), a w 1983 został mianowany kierownikiem I Katedry i Kliniki Chirurgii Ogólnej.
Jest autorem 31 i współautorem 87 artykułów naukowych zamieszczonych w periodykach medycznych.
Profesor Ginko posiadał uzdolnienia i zainteresowania artystyczne; hobbystycznie zajmował się karykaturą i rzeźbą.
Został pochowany na Cmentarzu Bonifratrów w Katowicach-Bogucicach.

## Twórczość beletrystyczna
- Wspomnienia 1939-1946, 2009, Bydgoszcz, Biblioteka Wileńskich Rozmaitości, ISBN 83-87865-65-6
- Wspomnienia z Kaługi 1944-1946, 1993, Bydgoszcz, Biblioteka Wileńskich Rozmaitości

## Odznaczenia i wyróżnienia
- Srebrny Krzyż Zasługi z Mieczami
- Złoty Krzyż Zasługi
- Krzyż Partyzancki
- tytuł honorowy „Zasłużony nauczyciel PRL”
- Medal Komisji Edukacji Narodowej
- Odznaka honorowa „Za wzorową pracę w służbie zdrowia”[1][7]

## Życie prywatne
Żoną Tadeusza Ginki była Wanda Dziewulską. Miał czworo dzieci: Anielę, Wojciecha, Tomasza (lekarz) i Tadeusza.